# در جسم و روح
در جسم و روح (مجاری: Testről és lélekről) یک فیلم درام مجاری به نویسندگی و کارگردانی ایلدیکو انیدی است که در سال ۲۰۱۷ منتشر شد. این فیلم در نودمین دوره جوایز اسکار نامزد جایزه اسکار بهترین فیلم خارجی‌زبان شد و در شصت و هفتمین جشنواره بین‌المللی فیلم برلین برنده خرس طلایی شده‌است.